# Sithon namusa
Sithon namusa är en fjärilsart som beskrevs av William Chapman Hewitson 1863. Sithon namusa ingår i släktet Sithon och familjen juvelvingar. Inga underarter finns listade i Catalogue of Life.